# Live in New York (album de Kylie Minogue)
Pour les articles homonymes, voir Live in New York.
Albums de Kylie Minogue
X
(2007) Aphrodite
(2010)
Live in New York est un album live de la chanteuse de Pop Kylie Minogue. Il a été enregistré au Hammerstein Ballroom de New York aux États-Unis, lors de sa tournée américaine For You, For Me Tour et a été commercialisé uniquement sous forme numérique via les sites officiels de téléchargement. Distribué par Parlophone, il est disponible depuis le 14 décembre 2009.

## Liste des pistes
| No  | Titre                                        | Durée |
| --- | -------------------------------------------- | ----- |
| 1.  | Overture                                     | 1:39  |
| 2.  | Light Years                                  | 4:20  |
| 3.  | Speakerphone                                 | 4:46  |
| 4.  | Come into My World                           | 3:55  |
| 5.  | In Your Eyes                                 | 3:22  |
| 6.  | Everything Taboo Medley                      | 9:18  |
| 7.  | Like A Drug                                  | 4:49  |
| 8.  | Boombox/Can't Get Blue Monday Out Of My Head | 5:03  |
| 9.  | Slow                                         | 6:21  |
| 10. | 2 Hearts                                     | 4:18  |
| 11. | Red Blooded Woman/Where The Wild Roses Grow  | 4:44  |
| 12. | Heartbeat Rock                               | 2:13  |
| 13. | Wow                                          | 3:02  |
| 14. | White Diamond Theme                          | 2:10  |
| 15. | White Diamond Theme                          | 3:11  |
| 16. | Confide In Me                                | 4:47  |
| 17. | I Believe In You                             | 3:03  |
| 18. | Burning Up/Vogue                             | 3:19  |
| 19. | The Locomotion                               | 4:56  |
| 20. | Kids                                         | 5:00  |
| 21. | In My Arms                                   | 4:09  |
| 22. | Better The Devil You Know                    | 4:42  |
| 23. | The One                                      | 4:27  |
| 24. | I Should Be So Lucky                         | 3:55  |
| 25. | Love At First Sight                          | 6:40  |